# 渡边捷昭
渡边捷昭（1942年2月13日—），日本商人，现任丰田汽车副社长。他也曾经于2005年6月起担任丰田汽车行政总裁（社长），直到2009年6月23日由丰田章男接任。
渡边捷昭1964年毕业于庆应义塾大学经济学系，并于同年加入丰田汽车。

## 荣誉

### 日本勋章奖章
- 蓝绶褒章
- 旭日大绶章（2018年11月3日公布[1]）